# Proselena annosana
Proselena annosana är en fjärilsart som beskrevs av Edward Meyrick 1881. Proselena annosana ingår i släktet Proselena och familjen vecklare. Inga underarter finns listade i Catalogue of Life.